# Lady Daddy
Lady Daddy (Hangul: 아빠가 여자를 좋아해, Hanja:아빠가 女子 를 좋아해) là phim Hàn Quốc năm 2010 nói về một nhiếp ảnh gia chuyển đổi giới tính bị phát hiện bởi người con.

## Nội dung
Ji-hyeon (Lee Na-young) chuyển đổi giới tính sau ca phẫu thuật và làm việc như một nhiếp ảnh gia. Sau đó một cậu bé, Yoo-bin, xuất hiện và tuyên bố Ji-hyeon là cha đẻ đã ly dị của mình. Ji-hyeon cố gắp sắp xếp vai trò người cha cho Yoo-bin và bạn gái cho người bạn trai của cô do Kim Ji-seok đóng.

## Diễn viên
- Lee Na-young vai Ji-hyeon
- Kim Ji-seok vai Jun-seok
- Jeong Ae-yeon vai Bo-yeong (vợ cũ của Ji-hyeon)
- Kim Hee-su vai Yu-bin (con của Ji-hyeon & Bo-yeong)
- Lee Pil-mo vai Min-kyu
- Kim Hee-won vai Hyeong-sa Kim
- Kim Pung vai Baek Su
- Jo Seung-eun vai người phụ nữ quyến rũ
- Kim Eung-su vai cha của Ji-hyeon
- Domashchenko Vadym vai Joseph
- Kim Jung-suk
- Jeong Gi-seop vai thám tử 1

## Liên kết
- Lady Daddy trên Internet Movie Database
- Lady Daddy tại HanCinema